# 5403-as mellékút (Magyarország)
Az 5403-as mellékút egy bő 2 kilométeres hosszúságú, négy számjegyű mellékút Bács-Kiskun vármegye területén; tulajdonképpen Kiskunfélegyháza egyik belső útja.

## Nyomvonala
Kiskunfélegyháza Erdélyváros nevű városrészének déli szélén, a Majsai út és a Halasi út keresztezésénél indul, az előbbi nevet viselve, dél-délnyugat felé, nem messze Kiskunfélegyháza vasútállomástól. A Halasi út korábban vélhetően szintén országos közút, talán a 4625-ös út része lehetett, de ma már számozatlan önkormányzati útnak minősül; a Majsai út innen észak felé húzódó szakasza az 5302-es útszámot viseli, s ezen a számon itt ér véget, Izsáktól több mint 40 kilométeren át húzódva.
Bő száz méter után az út keresztezi a Kiskunfélegyháza–Orosháza-vasútvonal nyomvonalát, majd további szintbeli keresztezésekkel átszeli a Cegléd–Szeged-vasútvonalat és a Kiskunhalas–Kiskunfélegyháza-vasútvonalat is; utóbbi keresztezését elhagyva már nagyjából külterületek között folytatódik, a vasúttal párhuzamosan. Együtt haladnak el – az út szempontjából 1,8 kilométer megtételét követően – az 542-es főút pályatestje alatt, és az 5403-as véget is a vágányok közelében ér, beletorkollva az 542-es főút és az 5402-es út szétágazásánál épült körforgalomba, ahol a főút a kilométer-számozása tekintetében mintegy 7,5 kilométer megtételén van túl.
Teljes hossza, az országos közutak térképes nyilvántartását szolgáló kira.gov.hu adatbázisa szerint 2,186 kilométer.

## Története
1934-ben a kereskedelem- és közlekedésügyi miniszter 70 846/1934. számú rendelete a teljes mai hosszában harmadrendű főúttá nyilvánította, a Kiskunfélegyháza-Kiskunmajsa közti 522-es főút részeként.